# مرزوك (سيدي لعروسي)
مرزوك هي إحدى مشيخات المملكة المغربية، تتبع جغرافيا لإقليم الصويرة وإداريًا لسيدي لعروسي. يقدر عدد سكانها بـ 1972 نسمة حسب الإحصاء الرسمي للسكان والسكنى لسنة 2004.